# Otto-Wilhelm Förster
Otto-Wilhelm Förster (Ilmenau, 16 maart 1885 - Walsrode, 24 juni 1966) was een Duitse General der Pioniere in de Heer tijdens de Tweede Wereldoorlog. Förster werd in 1944 gevangengenomen door Sovjettroepen en werd uiteindelijk in 1955 vrijgelaten. Hij was in de Eerste Wereldoorlog onderscheiden met het IJzeren Kruis 1e Klasse en het exclusieve Wilhelm-Ernst Oorlogskruis.

## Militaire loopbaan
- Fahnenjunker: 12 maart 1903[5]
- Fähnrich: 18 oktober 1903[3]
- Leutnant: 18 augustus 1904[3] (benoemingsakte (Patent) vanaf 19 augustus 1903)[5]
- Oberleutnant: 18 augustus 1912[3][5]
- Hauptmann: 28 november 1914[3][5]
- Major: 1 april 1925[3][5]
- Oberstleutnant: 1 april 1929[3][6][5]
- Oberst: 1 februari 1932[3][6][5]
- Generalmajor: 1 oktober 1934[3][6][5]
- Generalleutnant: 1 januari 1937[3][6][5]
- General der Pioniere: 20 april 1938[3][5] - 1 april 1938[6]

## Decoraties
- Ridderkruis van het IJzeren Kruis op 28 april 1943 als Generalleutnant en Commandant van de 93. Infanterie-Division[7][5][3]
- IJzeren Kruis 1914, 1e Klasse en 2e Klasse[8][3]
- Herhalingsgesp bij IJzeren Kruis 1939, 1e Klasse en 2e Klasse[5][3]
- Ridderkruis, 2e Klasse in de Orde van de Witte Valk met Zwaarden[8][3]
- Wilhelm-Ernst Oorlogskruis[8][3]
- Ereteken voor Verdienste in Oorlogstijd[8][3]
- Hanseatenkruis Hamburg[8][3]
- Ridderkruis in de Huisorde van Hohenzollern met Zwaarden[8]
- Erekruis voor Frontstrijders in de Wereldoorlog[3]
- Dienstonderscheiding van Leger en Marine, (25 dienstjaren)[3]
- Medaille Winterschlacht im Osten 1941/42